# Efectul Donald Duck
Efectul Donald Duck este o deformare a fonației prin deplasarea spectrului sonor spre frecvențele înalte datorită vorbirii în comunicațiile radio cu scafandrii în atmosferă ce conține heliu. Vocea se schimbă căpătând o tonalitate ascuțită, specifică.
Efectul este temporar și durează până când scafandrul respiră din nou aer fără heliu.
Corzile vocale împreună cu traheea formează un ansamblu rezonator ce este adaptat pentru vorbirea într-un mediu cu aer la presiune atmosferică. Prin respirare de heliu se modifică frecvența de rezonanță și viteza de propagare a sunetului.
Conform teoriei gazului ideal, viteza de propagare a sunetului este proporțională cu rădăcina pătrată a raportului dintre temperatura gazului măsurată în Kelvin și masa moleculară. Astfel, viteza sunetului este mai mare la un gaz care are masa moleculară mai mică.
Viteza sunetului în aer (M=28,964) este de 331,3 m/s iar în heliu (M=4,003) este de 891,2 m/s), deci frecvența de rezonanță a heliului este de 2,7 ori mai mare decât a aerului la presiune atmosferică.
Pentru diminuarea efectului au fost concepute aparate speciale numite decodoare de heliu care prin analiză frecvențială pot restructura vocea către frecvențe normale.